# Grzegorz Żemek
Grzegorz Żemek (ur. 8 marca 1946) – polski ekonomista, działacz gospodarczy, skazany w „aferze FOZZ”.

## Życiorys
W 1968 ukończył studia w Szkole Głównej Planowania i Statystyki w Warszawie. W tym samym roku został szefem Przedsiębiorstwa Handlu Zagranicznego „Metronex”. Następnie został zastępcą attaché handlowego w Brukseli. Po powrocie do Polski pracował w Banku Handlowym. W 1983 objął funkcję szefa Departamentu Kredytowego w Banku Handlowym International w Luksemburgu. Był tajnym współpracownikiem Wojskowych Służb Informacyjnych (WSI) o kryptonimie „Dik”.
Na przełomie lat 80. i 90. był dyrektorem generalnym Funduszu Obsługi Zadłużenia Zagranicznego (FOZZ). W latach 90. podjął własną działalność gospodarczą. Od 1999 do 2000 był szefem rady nadzorczej Zakładów Mięsnych w Nisku.

## Postępowania sądowe
Za defraudację publicznych pieniędzy przeznaczonych na spłatę długu zagranicznego został w marcu 2005 po wieloletnim procesie skazany przez skład orzekający na czele z sędzią Andrzejem Kryżem na karę 9 lat pozbawienia wolności.
W 2006 dobrowolnym poddaniem się karze zakończył się proces Żemka i 13 innych osób oskarżonych o wyłudzenie ponad 80 mln złotych kredytów z banków w Stalowej Woli, Czeladzi i Rybniku.
Został też oskarżony o wyprowadzenie ponad 400 tys. zł z zakładów mięsnych w Nisku i skazany na dwa lata pozbawienia wolności.
W marcu 2013 został przedterminowo zwolniony z więzienia. Decyzję o warunkowym zwolnieniu Żemka podjął Sąd Apelacyjny w Warszawie.

## Odznaczenia
W 1970 otrzymał Brązowy Krzyż Zasługi, a w latach 80. został odznaczony przez Wojciecha Jaruzelskiego Srebrnym Medalem za Zasługi dla Obronności Kraju.